# V. Clausenfjord
De V. Clausenfjord is een fjord in het Nationaal park Noordoost-Groenland in het oosten van Groenland, vernoemd naar Viggo Clausen (1875-1920), een officier van de Deense marine.

## Geografie
De fjord is bochtig en heeft een lengte van meer dan 20 kilometer. Hij snijdt aan de oostkant in het Søndermarken in. In het oosten mondt hij uit in de Skærfjorden.
De fjord is een van de drie fjorden die in Søndermarken insnijden, noordelijker de H.G. Backlundfjord, zuidelijker de C.F. Mourierfjord.